# عبدالعزیز الشافعی
عبدالعزیز الشافعی (انگلیسی: Abdel Aziz El-Shafei؛ زادهٔ ۸ دسامبر ۱۹۳۱) بازیکن واترپلو اهل مصر بود.